# Secrétaire d'État du Canada
Le secrétaire d'État du Canada (anglais : Secretary of State for Canada) est, de 1867 à 1996, un ministre au sein du cabinet du Canada. Le ministère du secrétaire d'État du Canada est supprimé en 1993, par une réorganisation du gouvernement. Il n'est supprimé de jure qu'en 1996.

## Missions
Le secrétaire d'État du Canada est à l'origine responsable des communications entre le dominion du Canada et le gouvernement impérial de Londres. Toutefois, avec l'indépendance croissante du Canada, et totale à partir du statut de Westminster de 1931, cette fonction tombe en désuétude.
Le ministère est cependant maintenu, avec un portefeuille variant. Il est notamment registraire général et gardien du Grand Sceau du Canada ainsi que, à différentes périodes, responsable de la Gendarmerie royale, de la fonction publique, de l'imprimeur de la reine, de l'administration des terres de la Couronne, des Indiens. En général, tout portefeuille non attribué à un autre ministre relevait du secrétaire d'État du Canada.
Au moment de la publication des lois révisées du Canada (en) de 1985, la loi constitutive du ministère disposait:

« 4. Les pouvoirs et fonctions du secrétaire d'État s'étendent d'une façon générale à tous les domaines de compétence du Parlement non attribués de droit à d'autres ministères ou organismes fédéraux et liés :

        a) à la citoyenneté;

        b) aux élections;

        c) au cérémonial d'État, à la correspondance officielle et à la conservation des archives et documents publics;

        d) à l'encouragement des lettres, des arts plastiques et d'interprétation, de la diffusion du savoir et de l'activité culturelle;

        e) aux bibliothèques, archives, ressources historiques, musées, galeries, au théâtre, au cinéma et à la radiodiffusion-télévision. »

À ce moment le Secrétaire d'État est ainsi chargé de l'administration de l'Office national du film.

## Historique
Lors de la réforme de la Bibliothèque nationale en 1969 le Secrétaire d'État est confirmé comme responsable de l'institution.
Deux ans plus tard, en août 1971, le Secrétaire d'État récupère les fonctions liées à la citoyenneté qui avaient été déléguées à Robert Stanbury, ministre d'État sans portefeuille, en octobre 1969.

### Remaniement de mandat en 1980
En août 1980 le Secrétaire d'État perd ses responsabilités liées au domaine culturel au profit du ministre des Communications.
Dans les faits, le changement est alors purement formel puisque le ministre Francis Fox occupe les deux fonctions simultanément jusqu'en septembre 1981.
Dès le mois de décembre 1980 le Secrétaire d'État retrouve la responsabilité du Centre national des Arts, de l'Office national du film et du Conseil de recherche en sciences humaines. La Loi corrective de 1984 confirme les dispositions des décrets de 1980.

### Réorganisations de 1993

#### Cabinet de Kim Campbell (juin 1993)
Lors de l'entrée en fonction de Kim Campbell au poste de première ministre du Canada, celle-ci initie une réorganisation gouvernementale d'ampleur.
Monique Landry est nommée simultanément secrétaire d'État du Canada et ministre des Communications. Au même moment, le poste de secrétaire d'État obtient les responsabilités suivantes :
- Les attributions du ministre du Multiculturalisme et de la Citoyenneté et du ministre des Communications[9];
- La gestion de plusieurs organismes fédéraux œuvrant dans le domaine culturel (Office national du film, Musée des Beaux-Arts du Canada, Musée canadien de la nature, Musée canadien des civilisations et musée national des sciences et de la technologie)[10];
- La tutelle de la Commission de la capitale nationale[11];
- La gestion de la Commission des champs de bataille nationaux[12];
- La responsabilité de faire appliquer la Loi sur l'exportation et l'importation de biens culturels[13];
- La gestion des parcs, en provenance du ministère de l'Environnement[9];
- La gestion des sports et des jeux du Commonwealth, en provenance du ministère de la Santé et du Bien-être social[9].

Le Bureau de la traduction du secrétariat d'État est revanche absorbé par le ministère des Approvisionnements et Services.
À l'issue de la réorganisation, le poste de secrétaire d'État (qui est appelé à être renommé ministre du Patrimoine canadien en 1996) dispose des pouvoirs élargis en matière culturelle et de communication.

#### Cabinet de Jean Chrétien (novembre 1993)
Lors de la constitution du premier cabinet dirigé par Jean Chrétien après les élections fédérales de 1993 les missions du Secrétaire d'État sont à nouveau significativement modifiées:
- Les prérogatives culturelles sont transférées au ministre des Communications ;
- Le ministre du Multiculturalisme et de la Citoyenneté retrouve ses missions d'avant juin 1993.

Les deux postes sont conservés mais attribués au même ministre (Michel Dupuy) qui porte le titre de ministre du Patrimoine canadien.
Le poste de secrétaire d'État est recentré sur ses missions de citoyenneté et d'immigration, et son titulaire, Sergio Marchi (en), est désigné comme ministre de la Citoyenneté et de l'Immigration.

### Abolition formelle (1995-1996)
L'abolition du secrétariat d'État se fait en deux temps en 1995 et 1996 :
- Le 15 juin 1995, la « loi sur le ministère du Patrimoine canadien » est sanctionnée. Elle prévoit que les attributions, ressources et personnels du secrétariat d'État dans les domaines culturels lui soient officiellement transférés lors de l'entrée en vigueur de la loi[19];
- Le 29 mai 1996, la « loi sur le ministère du Développement des ressources humaines et modifiant ou abrogeant certaines lois » est sanctionnée et la « loi sur le secrétariat d'État » est officiellement abrogée à l'entrée en vigueur de la loi[20].

L'ensemble du secrétariat d'État est repris par Patrimoine canadien, à l'exception notable de la Direction générale de l'aide aux étudiants et celle de l'aide à l'éducation qui sont reprises par Développement des ressources humaines Canada.